# Pierwszych sześć fregat US Navy

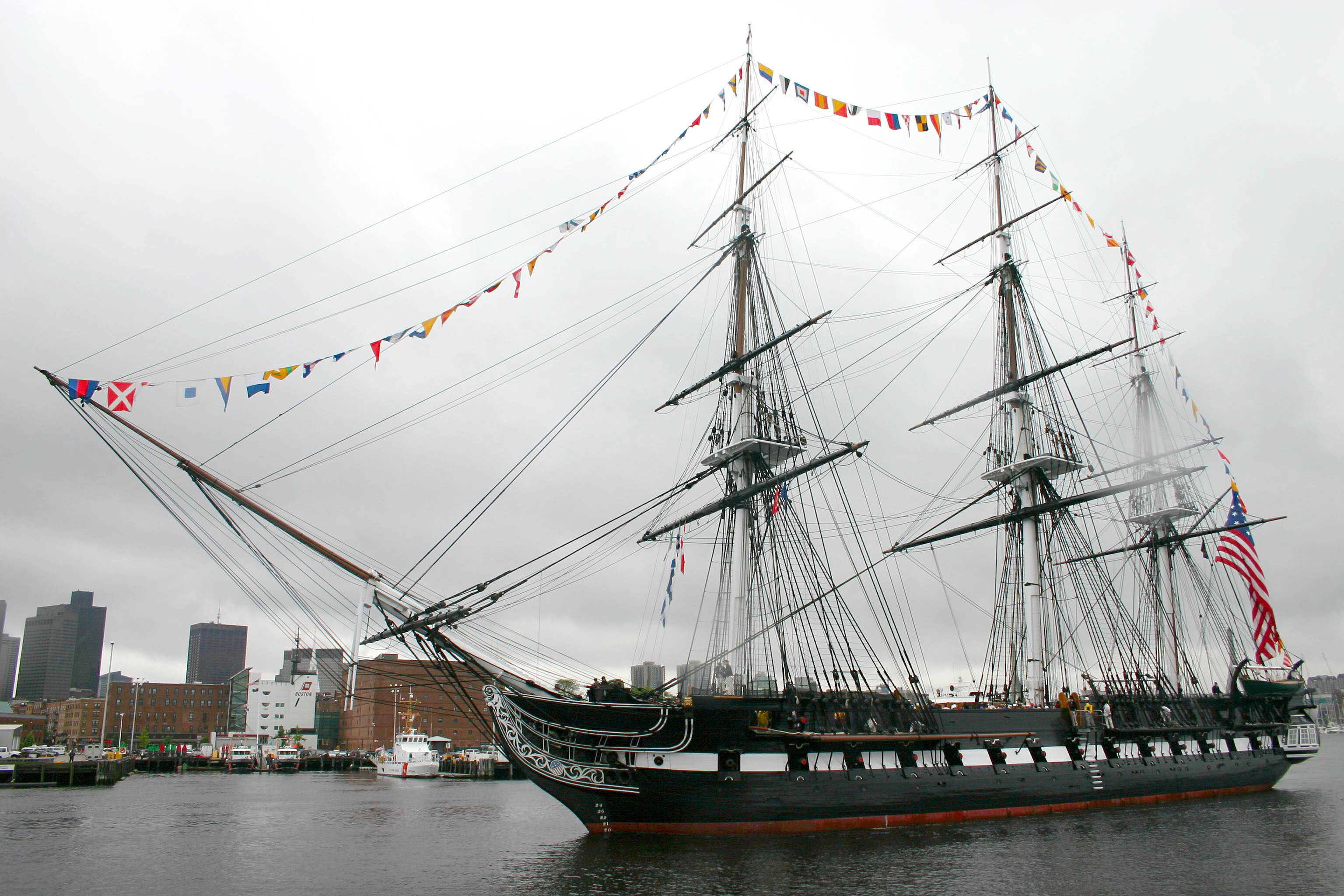
Okręt-muzeum USS „Constitution” opuszcza port w Bostonie (2006)

Pierwszych sześć fregat US Navy (ang. Original six frigates of the United States Navy) – sześć pierwszych dużych okrętów wojennych zbudowanych w Stanach Zjednoczonych. W roku 1794 Kongres Stanów Zjednoczonych postanowił, zgodnie z przyjętą 27 marca tego roku „Ustawą o Flocie” (ang. Act to Provide a Naval Armament), zlecić budowę sześciu fregat, na co przeznaczył ogromną wówczas kwotę 688 888,82 USD. Konstruktor wszystkich sześciu okrętów, Joshua Humphreys (zgodnie z sugestią Benjamina Stodderta, pierwszego sekretarza Marynarki Stanów Zjednoczonych), zalecił budowę flotylli fregat wystarczająco odpornych, by mogły przeciwstawić się podobnym okrętom francuskim i brytyjskim, a jednocześnie na tyle szybkich, by móc uniknąć walki z okrętami liniowymi tamtych czasów.
Większość z pierwszych sześciu fregat amerykańskich dobrze wypełniła swoje zadania i stała się zalążkiem United States Navy, dziś największej floty wojennej na świecie.

## Okoliczności powstania floty
Po zakończeniu wojny rewolucyjnej poważnie zadłużony rząd Stanów Zjednoczonych, wobec braku pieniędzy na remonty i utrzymanie statków, postanowił w sierpniu 1785 roku rozwiązać flotę młodej republiki. Niemal w tym samym momencie pojawiły się problemy w basenie Morza Śródziemnego, gdzie władze pirackiego Algieru zajęły dwa amerykańskie statki handlowe, a z ich załóg uczyniły niewolników. Ówczesny ambasador we Francji, Thomas Jefferson, zasugerował by stworzyć flotę, która mogłaby chronić amerykański handel morski w basenie Śródziemnomorza; jego zalecenia zbiegły się w czasie z propozycją Johna Jaya, który postulował budowę pięciu okrętów 40-działowych. Niedługo potem Portugalia zaczęła stosować blokadę wobec algierskich galer próbujących przedostawać się na Atlantyk, co na jakiś czas zapewniło bezpieczeństwo amerykańskim statkom.
Akty piractwa wobec amerykańskiej floty handlowej nie stanowiły problemu, dopóki kolonie amerykańskie znajdowały się pod protekcją Imperium Brytyjskiego przed wybuchem rewolucji, ale po jej rozpoczęciu berberyjskie państwa: Algier, Trypolis i Tunis uznały, że mogą bezkarnie atakować statki amerykańskie. W dodatku, gdy zaczęła się rewolucja francuska, zarówno Brytyjczycy, jak i Francuzi zaczęli atakować statki amerykańskie podejrzewając, że współpracują z przeciwnikiem. Pozbawieni możności obrony Amerykanie niewiele mogli w tej sytuacji zdziałać.
Temat budowy floty zajął ustawodawcom kilka lat. Oponenci podnosili, że budowa floty prowadzi do utworzenia odpowiedniego departamentu (ministerstwa) w rządzie i do powołania służb do jego obsługi, co pociągnie za sobą znaczny wzrost kosztów na obronę. Uważali, że lepiej zapłacić haracz państwom berberyjskim i nałożyć sankcje na Wielką Brytanię.
Jednak 2 stycznia 1794 roku, niewielką przewagą 46 do 44 głosów, Izba Reprezentantów przyjęła ustawę o budowie floty i powołała do życia komisję, która miała określić jej rozmiary, koszt budowy i typ statków, Sekretarz wojny Henry Knox przedstawił odpowiednie propozycje. By zapobiec zwycięstwu przeciwników ustawy partia federalistów wprowadziła do treści ustawy klauzulę stanowiącą, że budowa okrętów zostanie wstrzymana, gdy tylko nawiąże się rokowania pokojowe z Algierem.
19 marca, stosunkiem głosów 50 do 39, ustawa Act to Provide a Naval Armament została przyjęta przez Senat. Prezydent George Washington podpisał ją 27 marca i wydał rozporządzenie o budowie lub zakupie czterech okrętów z 44 działami każdy i dwóch z 36 działami.

## Fregaty
Początkowo fregaty miały nosić nazwy zaczynające się od litery „A” do „F”, ale w marcu 1795 roku sekretarz wojny Timothy Pickering przedstawił własną listę nazw. Prezydent Waszyngton wybrał ostatecznie pięć z nich: „Constitution”, „United States”, „President”, „Constellation” i „Congress”; wszystkie nawiązywały do pryncypiów konstytucji Stanów Zjednoczonych. Szósta fregata, „Chesapeake” nie miała nazwy do roku 1799, kiedy to sekretarz marynarki, Benjamin Stoddert, ignorując poprzednie ustalenia, nadał jej imię ważnej strategicznie zatoki Chesapeake.

### USS United States

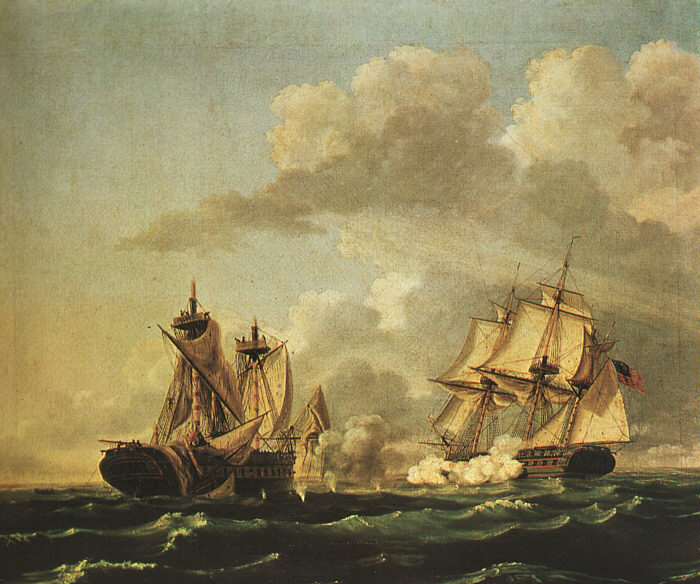
Bitwa USS „United States” z HMS „Macedonian”

USS „United States” został zbudowany w Filadelfii, zwodowany 10 maja 1797 roku, a oddany do służby 11 lipca 1798 roku.
W roku 1812 brał udział w wojnie brytyjsko-amerykańskiej. 25 października 1812 roku, na południe od Azorów spotkał brytyjską fregatę HMS „Macedonian”. Doszło do bitwy, w wyniku której „Macedonian” – niezdolna do manewrowania i ze 104 zabitymi na pokładzie – musiała się poddać.
„United States” została wycofana ze służby w czerwcu 1819 roku. Poczynając od roku 1824 okręt przez trzy lata uczestniczył w działaniach Eskadry Pacyfiku, głównie u wybrzeży Filipin. W latach 1833–1838 fregatę przydzielono do Eskadry Morza Śródziemnego. Po remoncie w 1841 roku okręt został ponownie przydzielony do Eskadry Pacyfiku, gdzie został jednostką flagową.
Fregata „United States” została ponownie wycofana ze służby 24 lutego 1849 roku i skierowana do rezerwy floty w Norfolk, w stanie Wirginia.
W roku 1861 okręt został wcielony do Confederate States Navy, ale wkrótce osadzony na dnie. W roku 1862 Unioniści podnieśli wrak, wyremontowali i ponownie wcielili do US Navy, gdzie służył aż do ostatecznego wycofania ze służby i rozbiórki, o czym decyzję podjęto w roku 1865.

### USS Constellation

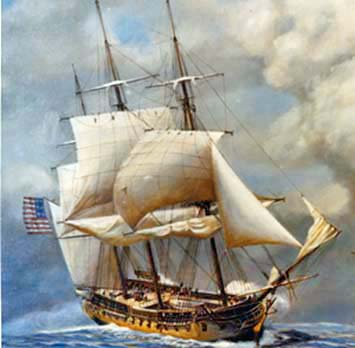
„Constellation” na obrazie Johna W. Schmidta

USS „Constellation” powstał w Baltimore w stanie Maryland, gdzie został zwodowany 7 września 1797 roku. Pierwszą misją okrętu między lipcem a sierpniem 1798 roku było eskortowanie statków handlowych.
W dniu 9 lutego 1799 roku, w czasie tzw. „quasi-wojny”, pokonał w bitwie i wziął do niewoli francuską fregatę „L’Insurgente”. Było to pierwsze zwycięstwo zbudowanego w Ameryce okrętu wojennego. W lutym roku 1800 „Constellation” walczył z inną francuską fregatą „La Vengeance”. Przeciwnik nie został wprawdzie zatopiony, ale odniósł tak poważne uszkodzenia, że kapitan osadził okręt na mieliźnie, by zapobiec zatonięciu.
W roku 1803 okręt wszedł w skład Eskadry Morza Śródziemnego, której celem było zapewnienie bezpiecznej żeglugi amerykańskiej wobec zagrożenia ze strony piratów berberyjskich. W 1812 roku wziął udział w wojnie brytyjsko-amerykańskiej, a w roku 1840 odbył rejs dookoła świata, podczas którego jako pierwszy amerykański okręt wpłynął na chińskie wody terytorialne.
„Constellation” został wycofany ze służby w roku 1853 i rozebrany. Część drewna posłużyła do budowy slupa żaglowego o tej samej nazwie, który w roku 1999 został uznany za okręt-muzeum. Obecnie znajduje się, jako Narodowy Pomnik Historyczny USA, w Baltimore.

### USS Constitution

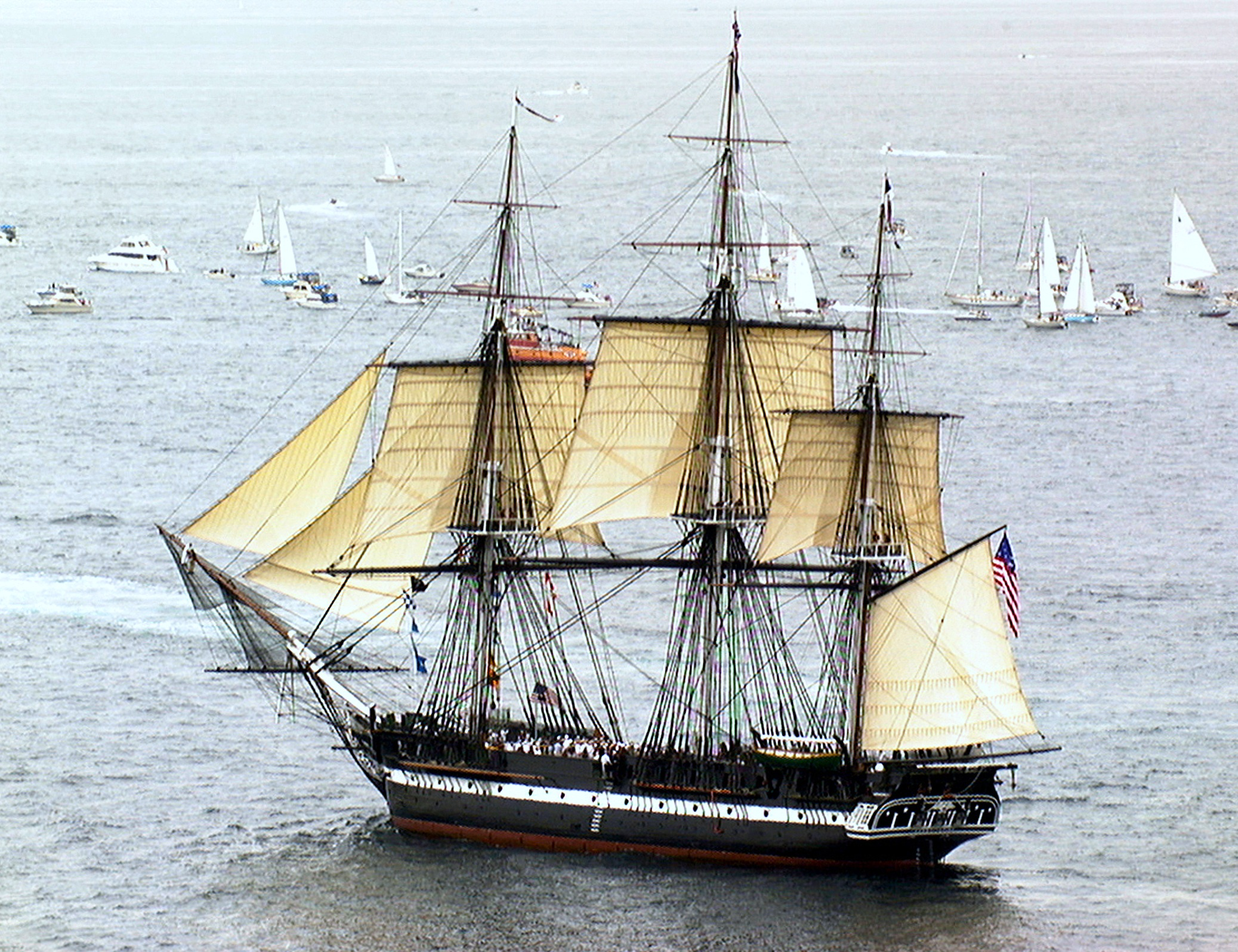
USS „Constitution” w morzu w roku 1997

USS „Constitution” posiadał 44 działa, został zwodowany w Bostonie w stanie Massachusetts 21 października 1797 roku. Brał udział w wojnie przeciwko piratom berberyjskim w czasie wojny na Morzu Śródziemnym.
Jest najbardziej znany ze swych akcji podczas wojny z Wielką Brytanią w roku 1812, kiedy to przechwycił liczne statki handlowe Brytyjczyków i pokonał w walce cztery okręty brytyjskie: HMS „Guerriere”, „Java”, „Cyane” i „Venus”. Po bitwie z HMS „Guerriere” otrzymał zaszczytne miano Old Ironsides. Później służył jako okręt flagowy Floty Śródziemnomorskiej USA, a w latach czterdziestych XIX wieku dokonał opłynięcia kuli ziemskiej. Podczas wojny secesyjnej był okrętem szkolnym United States Naval Academy, a w roku 1878 zawiózł do Paryża eksponaty na Exposition Universelle. Wycofany ze służby w 1881 roku, służył jako hulk mieszkalny, aż w roku 1907 został okrętem muzealnym. W latach 1931–1934 odbył rejs po dziewięćdziesięciu portach Stanów Zjednoczonych, by następne sześćdziesiąt lat spędzić na kotwicy. Dopiero w roku 1997, w dwóchsetną rocznicę narodzin, ponownie zaczął pływać pod żaglami.
„Constitution” ma obecnie swą bazę w Charlestown. Jest najstarszym pływającym okrętem wojennym na świecie. Brytyjski okręt liniowy HMS „Victory” jest starszy o trzydzieści lat, ale od roku 1922 stoi w suchym doku w Portsmouth.

### USS Chesapeake

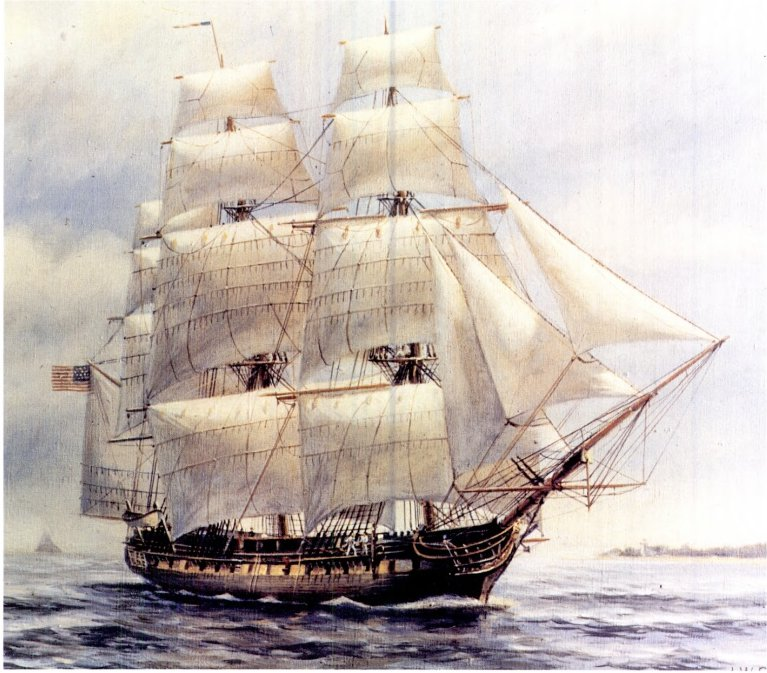
USS „Chesapeake”

USS „Chesapeake” został zbudowany w stoczni Gosport Navy Yard (Wirginia), gdzie zwodowano go 2 grudnia 1799 roku. „Chesapeake” był jedyną z sześciu fregat wyraźnie różniącą się rozmiarami od pozostałych.
W dniu 22 czerwca 1807 roku doszło do tzw. „incydentu Chesapeake-Leopard”, w trakcie którego „Chesapeake” został ostrzelany przez 50-działowy okręt brytyjski HMS „Leopard” za odmowę zgody na przeszukanie okrętu. Po kilku salwach, na które „Chesapeake” odpowiedział tylko jednym strzałem, dowódca amerykańskiej fregaty zdecydował się poddać. „Leopard” nie przyjął kapitulacji, ale przeszukał „Chesapeake”, aresztował czterech dezerterów z Royal Navy i odpłynął do Halifaksu.
„Chesapeake” został zaatakowany i zdobyty 1 czerwca 1813 roku przez załogę HMS „Shannon” wkrótce po opuszczeniu Bostonu. Po śmierci dowódcy i kilkudziesięciu marynarzy wcielona do Royal Navy fregata służyła do roku 1820, kiedy została wycofana ze służby i rozebrana w Portsmouth.

### USS Congress

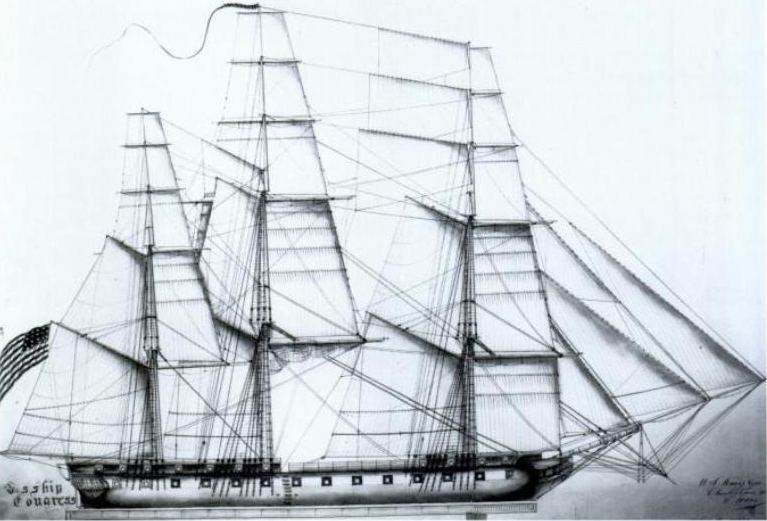
Ożaglowanie fregaty USS „Congress”

USS „Congress” (38 dział) został zwodowany 15 sierpnia 1799 roku. W styczniu 1800 roku, podczas swej dziewiczej podróży do Indii Wschodnich, utracił w sztormie maszty i musiał wrócić do stoczni. Po trwającym sześć miesięcy remoncie ponownie wyszedł w morze, tym razem do Indii Zachodnich, gdzie przebywał do kwietnia 1801 roku.
W czerwcu 1804 roku „Congress” został skierowany na Morze Śródziemne, gdzie brał udział w pierwszych zmaganiach z piratami berberyjskimi. Okręt brał udział w blokadzie Trypolisu i uczestniczył w zdobyciu libijskiej szebeki w październiku. W lipcu 1805 roku uczestniczył w blokadzie Tunisu, a we wrześniu zawiózł do Waszyngtonu tunezyjskiego ambasadora. W roku 1807 był pływającą szkołą morską dla kadetów US Navy.
W czasie wojny roku 1812 odbył trzy długie rejsy wraz z „Presidentem” i „United States”. Brał udział w pościgu za flotyllą brytyjskich statków handlowych i wspierał „Presidenta” podczas próby zatrzymania okrętu HMS „Belvidera”. Po tej akcji, w drodze powrotnej na wody ojczyste, „Congress” i „President” zagarnęły 7 statków handlowych. W roku 1813 pożeglował samotnie do wybrzeży Brazylii, ale rajd zakończył się połowicznym sukcesem (zatrzymanie 4 małych statków). Ze względu na brak materiałów niezbędnych do remontu okręt został odstawiony do rezerwy do końca działań wojennych.
W roku 1815 „Congress” wrócił do czynnej służby na Morzu Śródziemnym, gdzie wchodził w skład dywizjonu okrętów patrolujących wybrzeża Libii i Tunezji. Po powrocie do Bostonu w grudniu został wycofany ze służby. Przywrócony ponownie patrolował wody Zatoki Meksykańskiej w poszukiwaniu piratów od grudnia 1816 do lipca 1817 roku, a w roku 1818 odbył podróż do Ameryki Południowej. Na początku roku 1819 odbył – jako pierwszy amerykański okręt wojenny – podróż do Chin. W roku 1822 był flagowym okrętem Jamesa Biddle’a, zwalczającego piractwo w Indiach Zachodnich. Jako taki odbył podróże do Hiszpanii i Argentyny. W roku 1824 został przekształcony w hulk mieszkalny, a w roku 1834 został ostatecznie wycofany i rozebrany.

### USS President

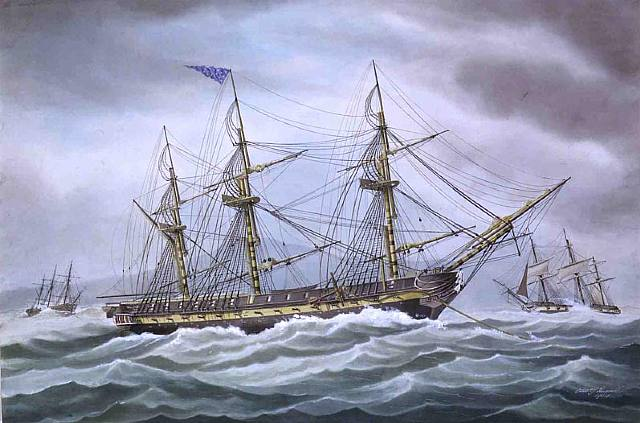
„President” w sztormie

USS „President” (44 działa) był ostatnią z sześciu fregat, zwodowaną w Nowym Jorku 10 kwietnia 1800 roku. Na swój pierwszy patrol okręt wyruszył w czasie trwania quasi-wojny, 5 sierpnia odbijając z rąk Francuzów kilka amerykańskich statków handlowych. Po podpisaniu traktatu pokojowego wrócił w marcu 1801 roku do kraju.
W maju wyruszył na wojnę z piratami berberyjskimi. Był obecny pod Algierem, Tunisem i Trypolisem, a do Stanów Zjednoczonych wrócił 14 kwietnia 1802 roku i wkrótce ruszył na swój drugi patrol. Do domu wrócił 13 lipca 1805 roku wioząc wielu amerykańskich marynarzy uwolnionych z berberyjskiej niewoli.
16 maja 1811 roku zamieszany był w tzw. „incydent z Little Belt”. Dowódca „Presidenta”, zajęty poszukiwaniem amerykańskich marynarzy zagarniętych przez Royal Navy, omyłkowo wziął HMS „Little Belt” za fregatę HMS „Guerriere”. Mimo odmiennych opinii historyków obu stron faktem jest, że oba okręty prowadziły przez kilka minut wymianę ognia, nim dowódca amerykańskiego okrętu zorientował się, że „Little Belt” to jednostka znacznie mniejsza od „Guerriere”. Podczas wymiany ognia „Little Belt” odniósł poważne uszkodzenia i stracił 31 zabitych i rannych. Dowódca amerykańskiej fregaty zaoferował swą pomoc, ale brytyjski kapitan odmówił jej przyjęcia i pożeglował do Halifax. Incydent ów przyspieszył wybuch wojny w roku 1812.
Podczas tej wojny „President” odbył trzy długie rejsy z fregatą „Congress” i krótko z „United States”. W czasie jednego z nich doszło do spotkania i walki z HMS „Belvidera”, który zdołał ujść. W pogoni za flotyllą małych brytyjskich statków handlowych zapędził się w pobliże kanału La Manche, ale zdołał bezpiecznie wrócić do Bostonu. Podczas kolejnego patrolu „President” próbował dopaść HMS „Nymphe” i HMS „Galatea”, ale bez powodzenia. Udało mu się natomiast zagarnąć brytyjski statek pocztowy „Swallow” przewożący znaczną sumę pieniędzy i osiem innych statków handlowych W czasie trzeciego patrolu, który rozpoczął się 30 kwietnia 1813 roku, „President” spędził w morzu 5 miesięcy; jedynym wartym wzmianki wydarzeniem było ujęcie, pod koniec września, HMS „Highflyer”.
Po roku zablokowania w porcie „President”, wieczorem 14 stycznia 1815 roku, próbował opuścić Zatokę Nowojorską, ale wszedł na mieliznę doznając poważnych uszkodzeń stępki i masztów. Nie mogąc wrócić do portu, został zmuszony do wyjścia w morze, gdzie wkrótce wdał się w bój z HMS „Endymion”. Dowódca zamierzał zdobyć „Endymiona”, by zastąpić nim „Presidenta”, ale z powodu uszkodzeń własnego okrętu dojść do tego nie mogło. Wkrótce pojawiły się inne okręty brytyjskie i zmusiły dowódcę „Presidenta” do kapitulacji. „President” został natychmiast wcielony do Royal Navy jako HMS „President”, ale służył tam zaledwie kilka lat, dopóki nie został rozebrany w roku 1818.